# Кайзер (лунный кратер)
Кратер Кайзер (лат. Kaiser), не путать с кратером Кайзер на Марсе, — крупный ударный кратер в южном полушарии видимой стороны Луны. Название присвоено в честь голландского астронома Фредерика Кайзера (1808—1872) и утверждено Международным астрономическим союзом в 1935 г.

## Описание кратера
Ближайшими соседями кратера являются кратер Нуньес на северо-западе; кратер Гемма-Фризий на востоке-северо-востоке; кратер Мавролик на юго-востоке и кратер Фернель на юго-западе.

Селенографические координаты центра кратера 36°29′ ю. ш. 6°29′ в. д. / 36,49° ю. ш. 6,48° в. д., диаметр 53,2 км, глубина 1060 м.

Кратер Кайзер имеет полигональную форму и сильно разрушен за время своего существования. Вал сглажен, восточная часть вала перекрыта несколькими кратерами, в частности удлиненным сателлитным кратером Кайзер A (см. ниже), южная часть вала практически полностью разрушена. Высота вала над окружающей местностью достигает 1140 м, объём кратера составляет 2191 км3. Дно чаши ровное, испещрено множеством мелких кратеров, не имеет приметных структур.

## Сателлитные кратеры
| Кайзер | Координаты                                          | Диаметр, км |
| ------ | --------------------------------------------------- | ----------- |
| A      | 36°22′ ю. ш. 7°17′ в. д. / 36,37° ю. ш. 7,28° в. д. | 19,5        |
| B      | 36°38′ ю. ш. 5°32′ в. д. / 36,64° ю. ш. 5,53° в. д. | 6,1         |
| C      | 36°36′ ю. ш. 9°38′ в. д. / 36,6° ю. ш. 9,63° в. д.  | 12,1        |
| D      | 37°05′ ю. ш. 7°22′ в. д. / 37,08° ю. ш. 7,37° в. д. | 4,2         |
| E      | 34°56′ ю. ш. 7°08′ в. д. / 34,94° ю. ш. 7,14° в. д. | 5,4         |
| R      | 34°20′ ю. ш. 7°10′ в. д. / 34,33° ю. ш. 7,16° в. д. | 3,4         |

- Сателлитный кратер Кайзер C включен в список кратеров с яркой системой лучей Ассоциации лунной и планетарной астрономии (ALPO)[5] и в список кратеров с темными радиальными полосами на внутреннем склоне Ассоциации лунной и планетарной астрономии (ALPO)[6].

## См.также
- Список кратеров на Луне
- Лунный кратер
- Морфологический каталог кратеров Луны
- Планетная номенклатура
- Селенография
- Минералогия Луны
- Геология Луны
- Поздняя тяжёлая бомбардировка